# Big Y
Big Y Foods, Inc. или просто Big Y — американская сеть супермаркетов, расположенных в штатах Массачусетс и Коннектикут и работающих под названиями «Big Y World Class Market» и «Big Y Supermarket».
Компания была основана в 1936 году в Виллиамэнесте Полом Д’Амором, его братом Джеральдом и сёстрами Энн Мэри, Иветт и Гертрудой и первоначально называлась «Y Cash Market». В настоящее время штаб-квартира компании расположена в Спрингфилде и управляется двоюродными братьями Чарльзом и Дональдом Д’Аморами. Big Y является одной из крупнейших независимых сетей супермаркетов в Новой Англии, уступая лишь Stop & Shop, Hannaford и Shaw’s Supermarkets. Сеть насчитывает 61 супермаркет Big Y (29 в Массачусетсе и 21 в Коннектикуте) и 2 специализированных магазина — Table & Vine и Fresh Acres Market. Согласно списку журнала Forbes «500 самых больших частных компаний» Big Y в 2022 году занимал 215 место.